# Дульча
Дульча (пол. Dulcza) — гірська річка в Польщі, у Тарновському й Дембицькому повітах Малопольського й Підкарпатського воєводства. Ліва притока Вислоки, (басейн Балтійського моря).

## Опис
Довжина річки приблизно 20,63 км, найкоротша відстань між витоком і гирлом — 13,16  км, коефіцієнт звивистості річки — 1,57 . Формується безменними потоками.

## Розташування
Бере початок у селі Залясова гміна Риґліце. Тече переважно на північний схід через Ленкі-Ґурне, Ленкі-Дольне і у місті Пільзно впадає у річку Вислоку, праву притоку Вісли.

## Цікавий факт
- У місті Пільзно річку перетинає автошлях  73.